# Оксиринхски папирус 5101
Oксиринхски папирус 5101 (Papyrus Oxyrhynchus 5101) садржи фрагменте грчког рукописа на Коине језику из Септуагинте писаног на папирусу. Ово је један од рукописа пронађених у Оксиринху. Палеографски је датована између 50. и 150. године.
Ови фрагменти садрже Псалам 26:9-14; 44:4-8; 47:13-15; 48:6-21; 49:2-16; 63:6-64:5 и Тетраграматон за Дела божанског имена.
Фрагменти су објављени 2011. године.

## Локација
Рукопис се налази у Папиролошком одељењу Музеја Ешмола у Оксфорду («The Oxyrhynchus Papyri». T. LXXVII (77)).